# Sleepy Sun
Sleepy Sun est un groupe de rock psychédélique américain originaire de Santa Cruz en Californie. 
Ses membres se sont rencontrés  en 2005 à l'Université de Californie, où ils ont formé le groupe Mania, alors composé du chanteur Bret Constantino, des guitaristes Matt Holliman et Evan Reiss, du bassiste Hubert Guy et du batteur Brian Tice. Après des débuts garage rock, la formation évolue vers un son plus psychédélique ; elle adopte son nom actuel en 2007.

## Biographie
Alors en tournée sous le nom Mania, la formation est approchée par la chanteuse Rachel Fannan (à l'initiative du projet solo Birds Fled From Me) en décembre 2007, après un concert dans la ville de Brookdale.

Cette dernière est alors invitée à prendre part au reste de la bande, qu'elle suivra jusqu'à son départ impromptu, en 2010. Durant cette période, le groupe publiera ses deux premiers albums, "Embrace" (initialement en 2008, il fera l'objet d'une réédition "officielle" par le label ATP Recordings en juin 2009) et "Fever" (2010), dont les sorties seront entrecoupées par le départ du bassiste Hubert Guy (en août 2008), au profit de Jack Allen.
Le 25 octobre 2010, alors compagnons de tournée des Arctic Monkeys, le groupe se produit au "El Rey Theatre" de Los Angeles, Fannan manquant à l'appel. Elle confirme son départ le lendemain, au magazine Pinpoint : « Après 3 ans à avoir uniquement tourné avec eux, beaucoup de choses sont venues interférer avec ce plaisir initial qu'était de faire partie de Sleepy Sun. Dernièrement, ma relation avec Bret était devenu ténue - il me criait dessus, se moquait de moi, m'éloignait du groupe -, et j'ai su qu'il était temps de partir. Je me suis beaucoup amusée avec eux la première année, mais après avoir plusieurs fois tenté sans succès de contribuer aux claviers ou à l'écriture, j'ai laissé tomber ».

La jeune artiste poursuit sa carrière avec son groupe Only You, dont elle forme le "noyau" musical autour duquel gravite depuis 2010 un nombre incessant de musiciens.

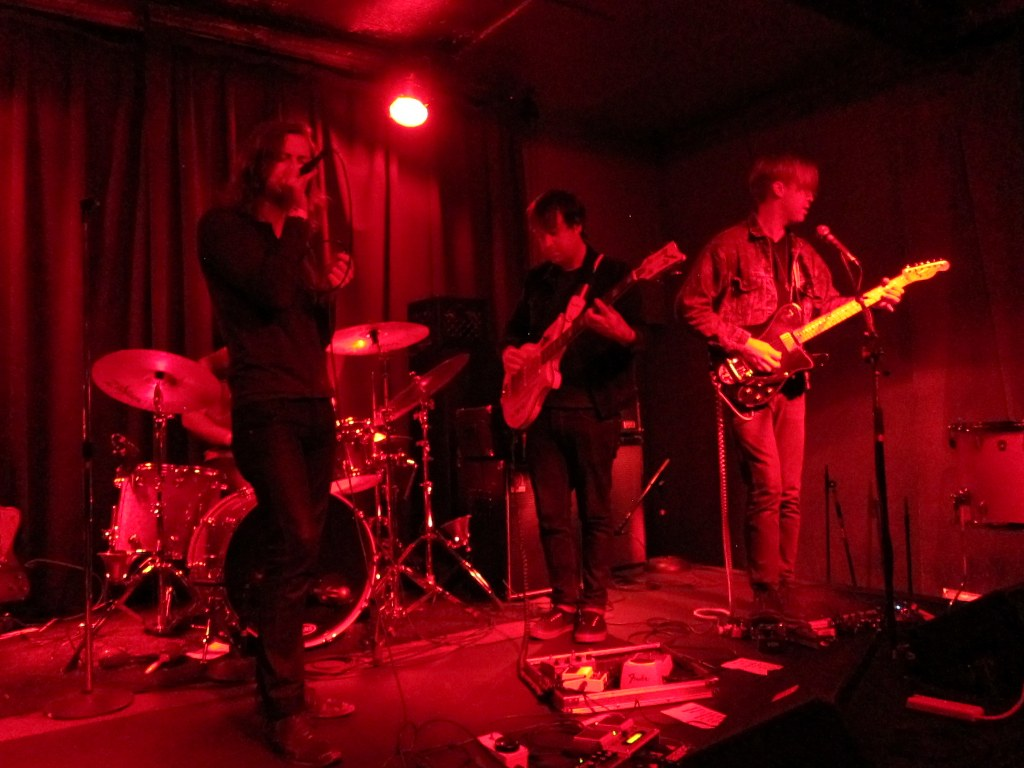
Live à Englewood (Colorado), en 2013

La formation continue malgré tout, décrochant les premières parties des Black Angels en 2011.

En avril 2012, parait "Spine Hits", le premier album de la nouvelle formation, et plus récemment, "Maui Tears", en janvier 2014.

## Discographie

### Albums
| Détail                              | Date de parution |
| ----------------------------------- | ---------------- |
| Embrace - Via ATP Recordings        | 16 juin 2009     |
| Fever - Via ATP Recordings          | 1er juin 2010    |
| Spine Hits - Via ATP Recordings     | 10 avril 2012    |
| Maui Tears - Via Dine Alone Records | 28 janvier 2014  |

### Singles
- White Dove (7") (novembre 2008, via Sol Diamond)
- New Age (10") (mars 2009, via ATP Recordings)
- Sleepy Son (10") (août 2009, via ATP Recordings)
- Open Eyes (Digital EP) (avril 2010, via ATP Recordings)
- Marina (10") (septembre 2010, via ATP Recordings)
- Wild Machines (single téléchargeable) (novembre 2010, via ATP Recordings)
- Desert God (single téléchargeable) (11 mai 2011, via ATP Recordings)